# 北部諸島 (イギリス)
北部諸島（ほくぶしょとう、英語: Northern Isles、スコットランド語: Northren Isles、スコットランド・ゲール語: Na h-Eileanan a Tuath、古ノルド語: Norðreyjar）は、スコットランド本土の北沖合にある諸島（あるいは列島）である。気候は冷涼で温和であるが、周囲の海の影響を大きく受ける。シェトランド諸島とオークニー諸島の大きく2つの領域に分かれており、合わせて26の有人島がある。肥沃な農業地帯が広がるオークニー諸島と比較し、北側のシェトランド諸島は荒涼としており、経済は周辺海域における漁業と採油に依存している。双方において再生可能エネルギー産業の開発が進められている。また双方ともピクト人とノース人に関して共通の歴史を有しており、15世紀にスコットランド王国に編入され、その後近代になって連合王国の一部となった。この島々は、20世紀の世界大戦において海軍関係で重要な役割を果たしている。
両諸島において観光は重要な役割を担っており、独特な先史時代の遺跡がその魅力の中心と成っている。スコットランド本土とは定期フェリーと航空路線が運行されている。北欧の影響は大きく残っており、特に現地の伝承に関連が見られる。両諸島の結びつきは強いが、それぞれ独自の文化を有している。島嶼の名称はノルド語の影響が大きいが、前ケルト語の残滓も見受けられる。

## 地理

シェトランド諸島

「北部諸島」という言葉は、通常オークニー諸島とシェトランド諸島の主要な島々を言い表す。 ストローマ島は、スコットランド本土とオークニー諸島の間にあり、ケイスネス郡に属し、地方行政区分としてはハイランド・カウンシル・エリアに含まれ、オークニーの管轄ではない。しかし、明らかにスコットランドの「北部諸島」の一員である。フェア島とフーラ島はシェトランド諸島から離れているが、通常はシェトランド諸島の一部と見なされており、したがって北部諸島に属する。同様に、スール・スカリー島とスール・スタック島も大きく離れてはいるがオークニー諸島の一部であり、よって北部諸島に含まれる。しかし、その他のスコットランド北海岸沖合の小島はハイランドに属し、北部諸島の一部とは見なされていない。
オークニー諸島はスコットランド本土から北に16キロメートル沖合にあり、ペントランド海峡で隔てられている。最大の島はメインランド島で、その面積は 523.25 平方キロメートルあり、スコットランドの島としては6番目の広さである 2001年における島の総人口は 19,245 人で、最大の街はカークウォールである。シェトランド諸島はスコットランド本土から北に概ね 170 キロメートル離れており、総面積 1,468平方キロメートルで、海岸線の延長は 2,702 キロメートルに達する。ラーウィックが行政の中心かつ最大の居住地で人口がおよそ7,500人、そして諸島の総人口約 22,000 人のうちだいたい半数が、町から16キロメートル以内に居住している。オークニー諸島には20の有人島が有り、シェトランド諸島は16である。

## 地質

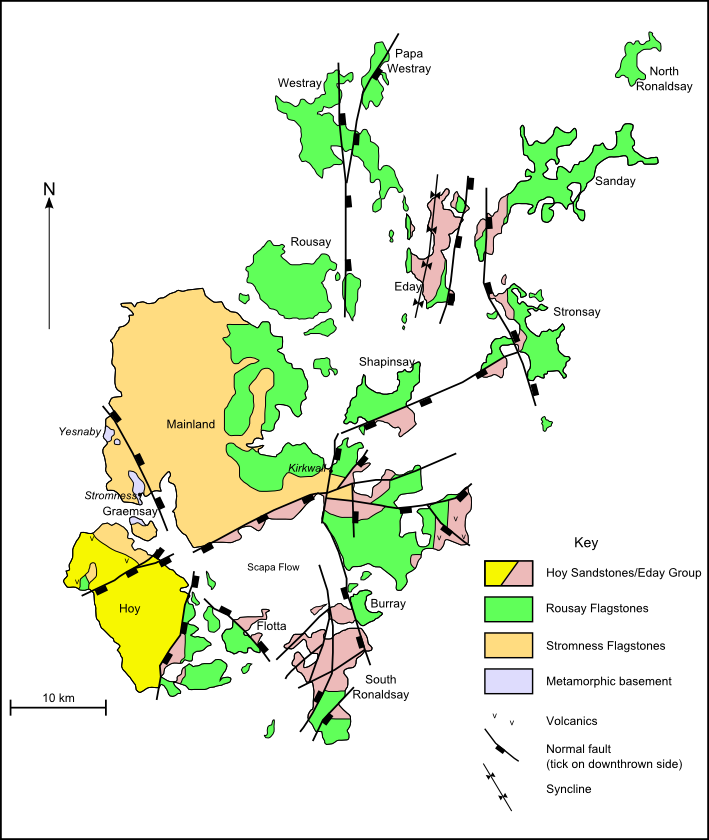
オークニー諸島の地質図

オークニー諸島の表層を構成する岩石は、ほぼ全てが中期デボン紀に形成された旧赤色砂岩である。本土側で近隣のケイスネス郡では、この砂岩はモイン累層群の変成岩の上に積層しているが、この構造はオークニー諸島のメインランド島でも 目にすることができ、この島内で最も古い岩石の露頭がストロムネスからイェスナビーにかけてとグレインセイ島の一部において、細長い帯状に分布している。
中部デボン系の玄武岩質火山岩がホイ島の西部やメインランド島東部のディアネス、シェイビンセー島で見受けられる。ホイ島の火山活動と他の2ヶ所の露頭との間に関連があるか議論となったが、その化学組成の違いから、明確な結論は得られていない。 上部ペルム系のランプロファイア岩脈は、オークニー諸島のあちこちで見受けられる。 氷河の擦痕や、北海の海底を起源とするチョークや燧石の迷子石の存在は、諸島の地形に対する氷河の影響を明示している。氷礫土も豊富に存在し、モレーンがかなりの面積を覆っている。
シェトランド諸島の地質は全く異なっている。数多くの断層と褶曲軸が入り乱れ、非常に複雑である。この島々はカレドニア造山運動の北端であり、ルイシアン複合岩帯やダルリアダンおよびモイン累層群の露頭もあり、スコットランド本土の岩石と同様の歴史を受けて生きていることがわかる。さらに小規模な旧赤色砂岩の堆積と、貫入花崗岩がある。最も独自性の高い特徴は、超塩基性オフィオライトや橄欖岩、斑糲岩で、アンスト島とフェトラー島で見ることができる。こういった岩石はイアペトゥス海の海底の名残である。シェトランド諸島の経済はその多くが周辺海域の堆積岩内の石油に依存している。
地質学的な痕跡により、紀元前6100年頃に起きたストレッガ海底地すべりによって北部諸島が津波の襲来を受けたことが分かっている（スコットランド東海岸にも同様な痕跡がある）。波高は人口の多くが集中するシェトランド諸島の入江で最高25メートルに達したと見られている。

## 気候
北部諸島は冷涼で温和な気候をしており、比較的高緯度であるわりに穏やかで安定してる。これは周囲の海域とメキシコ湾流の影響が大きい。シェトランド諸島では、2月の最高気温の平均は5度で、8月は15度であり、21度をこえることは稀である。霜が降りない期間は3ヶ月程度しかない。
オークニー諸島の平均年降水量は 982 ミリメートルで、シェトランド諸島では 1,168 ミリメートルである。 風はこの地域の気候において重要な要素を占めており、夏季においてもほぼ常に一定の軟風がある。冬になると頻繁に強風が吹き荒れ、オークニー諸島の強風継続時間の年平均は52時間に達する。シェトランド諸島にあるバラデール・ウィンドファームは、660キロワットを出力するヴェスタ V47型タービンを5機使用し、恒常的な強風により、2005年の1年間の発電効率が57.9パーセントを記録し世界記録を成し遂げた。
降雪は通常11月から2月に限られ、積雪が1日以上残ることはめったにない。量は少ないものの4月から8月にかけて雨が降るが、月の総降水量が50ミリを下回る月はない。シェトランド諸島における平均年間日照時間は 1,082 時間で、普段は曇っている。
旅行者にとって、この諸島の魅力の一つは「夜のない」夏である。シェトランド諸島において可照時間が最も長い日は太陽が19時間とどまり、完全に闇に包まれることはない。この長い黄昏のことを北部諸島では "simmer dim" と呼んでいる。冬の夜は相応に長く、冬至の日の可照時間は6時間に満たない。一年のこの時期になると、時折オーロラが北の水平線上に現れ、幻想的な光景を醸し出す。

## 先史時代

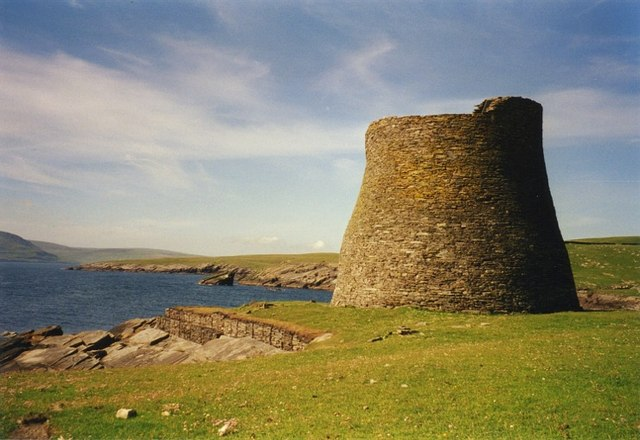
鉄器時代のマウサ・ブロッホ

オークニー諸島には重要な先史時代の遺跡が数多く存在し、特に新石器時代の4つの遺跡：スカラ・ブレイ、メイズハウ、ストーンズ・オブ・ステネス、リング・オブ・ブロッガーは、1999年にユネスコ世界遺産「オークニー諸島の新石器時代遺跡中心地」に指定された。パパ・ウェストレー島のナップ・オブ・ハワーという新石器時代の農場は北ヨーロッパで最も古い定住地と見られている。この建物には、紀元前3700年頃から900年間人が住み続けていたが、更に古い居留地の跡に建てられていたことが明らかになっている。シェトランド諸島にはさらに多くの先史時代の遺跡が残存しており、発掘が行われた場所だけで 5,000を越える。フェトラー島には ”Funzie Girt“ という名の顕著な新石器時代の石垣があり、4キロメートルにわたって島を横切っている。とはいえ、シェトランド諸島で最も顕著なのは鉄器時代の遺跡である。当時、数多くのブロッホが建設され、特にマウサ・ブロッホはこの円形の塔の中で最も保存状態の良い好例である。2011年、マウサ・ブロッホにオールド・スキャットネス、ヤールショフを含む「鉄器時代シェトランドのるつぼ」 はイギリスの世界遺産の暫定リストに追加された。

## 歴史・文化・政治

### ピクト人の時代
ブロッホを建てた文化は不明だが、鉄器時代の末期までに北部諸島はピクト人の王国に属していた。この時代の主要な考古学的遺物はシンボルストーンである。 最も有名なのはバラ・オブ・バーゼイで発見された石板で、伝統的なピクトのシンボルと槍と検鞘を帯びた3人の戦士の姿を見てとることができる。聖ニニアンの島の宝物は1958年に発見された。 銀の鉢や宝飾などの品々は西暦800年頃の製品と見られている。 オデルは1959年の論文で、「宝物は、当時のスコットランドにおける銀細工で現存するものとしては最良」であり、「ブローチには動物の頭部や末端が円形の突起になった幾何学的形状など、様々な典型的なピクト文化の様式が見受けられる」と記載している。
キリスト教がオークニー諸島へ到来したのは6世紀のことで、協会組織が成立したのは8世紀になってからだった。7世紀、8世紀はピクト人の拠点であった。"Buckquoy" の紡錘車 (Buckquoy spindle-whorl) は、バーセイのピクト遺跡で見つかったオガム文字が刻まれた加工品で、その解釈について論争が起き、現在はアイルランドのキリスト教徒に由来するものであると通常は解釈されている。

### ノース人の時代

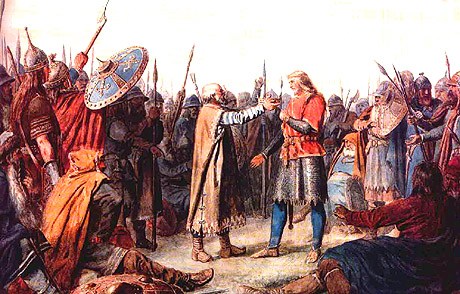
オークニー諸島を強制的にキリスト教化したオーラヴ・トリグヴァソン王。ペーテル・ニコライ・アルボ画。

8世紀は、スコットランド沿岸部においてヴァイキング襲来が始まった時代であり、彼らとともに北部諸島へ新たな文化と言語が流入し、先住民の運命が不確かになっていった。オークニンガ・サガによると、バイキングはその後島々をノルウェーとスコットランド本土の沿岸に対する海賊遠征の本拠地としていく。これに対抗してノルウェー王ハーラル1世（ハーラル美髪王）は、875年に北部諸島を併合し、ローンヴァルド・エイステインソンがハーラル1世から、スコットランドにおける戦闘時に戦死した子息に対する補償として伯爵を受け、オークニー諸島とシェトランド諸島をその領地として与えられた（学者の中にはこの物語の出処に疑念を抱いており、後世の裸足のマグヌスの航海が元になっていると考えている者もいる）。
995年にオーラヴ・トリグヴァソン王がアイルランドからノルウェーに帰還する途中、サウス・ウォールズに立ち寄った際、島々は完全にキリスト教化された。王はシグルド・ザ・スタウト伯爵を召喚し、「私はそなたと領民全てに洗礼を受けるよう命ずる。拒絶すれば、この場で死に処し、島内のあらゆるものを炎と鋼で破壊し尽くすと誓う」と述べた。慌てる素振りも見せずシグルトは了承し、島々は一挙にキリスト教化、ノルマン人支配下となった。11世紀初頭には独自の司教を輩出している。

### スコットランドの支配

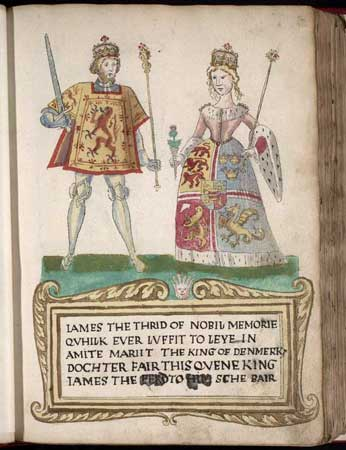
スコットランド王ジェームズ3世とマルグレーテ。この結婚により、シェトランド諸島はノルウェーからスコットランドに併合されることとなった。

14世紀において、オークニー諸島とシェトランド諸島は、ノルウェー王国の支配下にあったが、スコットランドの影響は日増しに増大していた。ジョン・ハラルドソンは、1231年にサーソーで殺害されることになるが、最後の直系ノース人の伯爵で、その後伯爵位はアンガス家とセント・クレア家に引継がれた。1468年、ノルウェー王クリスチャン1世は、当時スコットランド王ジェームズ3世と婚約していた娘マルガレーテの持参金として、現金を支払う代わりに一時的な担保として北部諸島を譲渡した。結局金銭の支払いは行われず、スコットランドの支配は恒久的なものとなった。1470年、初代ケイスネス伯爵ウィリアム・シンクレアは、ジェームズ3世に自分が所持していた北部諸島の伯爵位を譲渡し、それ以後諸島はスコットランドへ直接属することとなった。。

### 初期イギリス時代
15世紀初期から、シェトランド諸島の人々はハンザ同盟に属するドイツ人商人と取引するようになった。このドイツ北部との交易は、1707年に合同法が成立し、塩取引に対して高い関税が課せられたことで終わりを迎えた。その後、スコットランドとシェトランドの商人の間で塩漬け魚の取引が円滑に行われず、諸島経済は不況に陥った。しかしシェトランドの商人地主のなかには、ドイツ人商人の取引先を突き止め、自らの船に魚を積んで大陸との交易に乗り出した。これはシェトランド諸島の自営農家や猟師にとって、そういった商人地主を捜し出さなければならなかったため、逆効果となっていた。

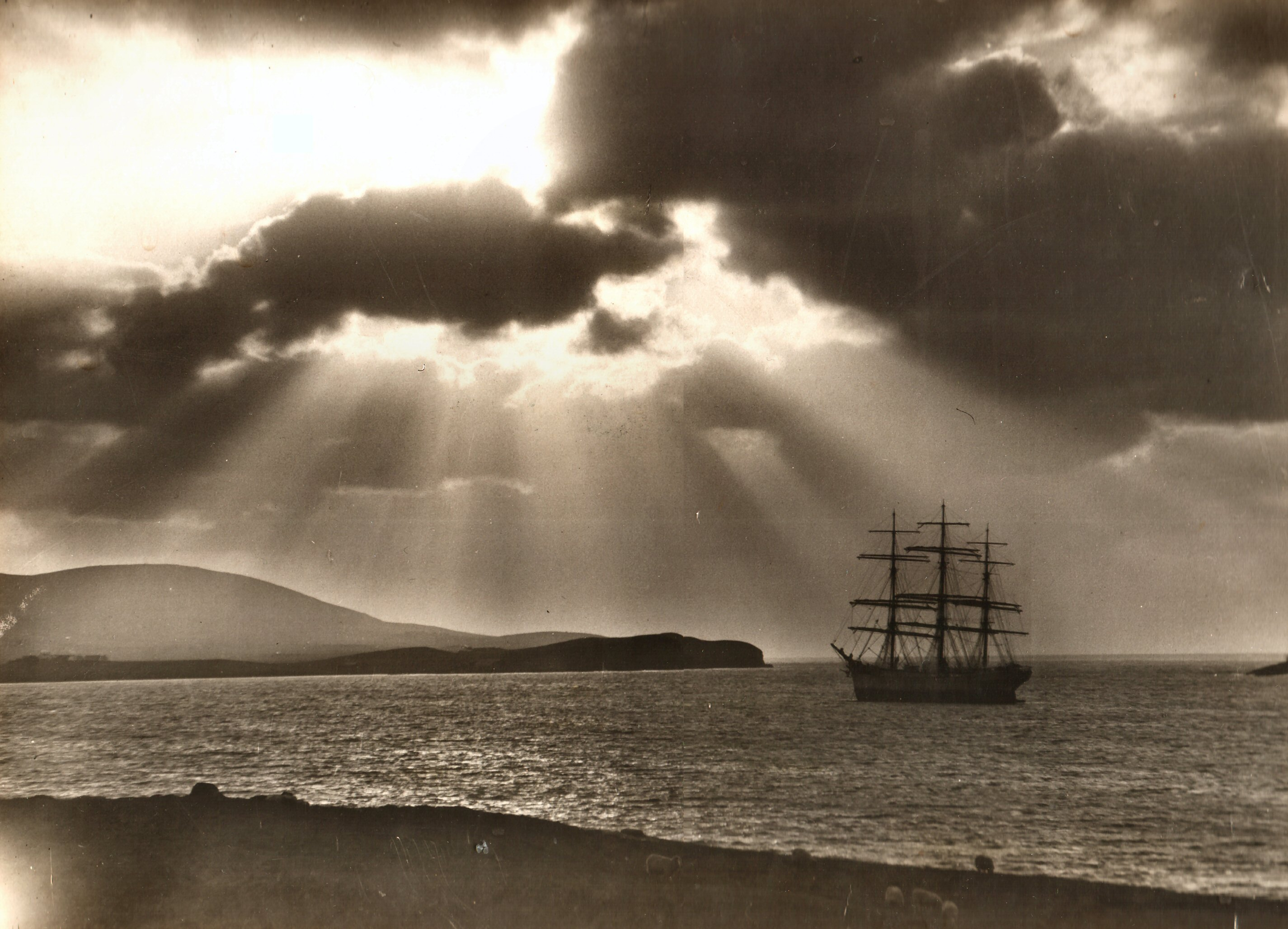
ブレセイ海峡を航行する、オスロの帆船マエリャ号（1922年頃撮影）。

イギリスの支配は商人だけでなく一般住人にも影響を与えた。イギリス海軍はシェトランド諸島の住民が有する航海技術に目を付けた。1800年から1815年にかけてナポレオン戦争の間に3,000人が従軍し、強制徴募も盛んに行われた。この時、フェトラー島単独で120名の徴募が有り、20人しか戻らなかった。19世紀末の段階で、シェトランド諸島の地所の90パーセントをたった32人の地主が所有していた。そして、1861年から1881年にかけて、シェトランド諸島から8,000名以上が移住していった
。
1886年、自由党の首相ウィリアム・グラッドストンは、小作人法を成立させ、地主から小作人を解放した。この法律により、事実上地主の農奴だった農民が小規模な農園を所有する自作農へと変わることができた。
オークニー諸島での経緯は多少異なっていた。スコットランドの事業家が殺到し、農民や漁民、商人などが集まった相異なり独立したコミュニティーが作られていった。そういった人々は自身を“comunitatis Orcadie”と呼び、大領主から自らの権利を守るために有効であることを大いに知らしめていった。17世紀には、オークニー諸島出身者がカナダのハドソン湾会社において従業員の大半を占めていた。オークニー諸島の厳しい気候と住人にたいする「真面目」という評判、そして彼らが有する操船技術が、カナダ北部の冷厳な環境で働く人員として理想的な候補者であった。この時期、ケルプを燃やして灰を製造することが、島の経済の大黒柱となっていた。たとえば、シェイビンセー島では、ソーダ灰を製造するために毎年3,000トンを越える海藻が焼却され、地元経済に20,000ポンドをもたらしていた。。農業改革は17世紀に共有地の囲い込みと同時に始まり、ヴィクトリアの治世には大規模で適切に管理された5輪作制を採用し高品質の肉牛を生産する農場が登場している。。19世紀までは、オークニー諸島に漁船団が存在した証拠はほとんどないが、ストロンゼー島では1840年代までに700隻まで急速に膨れ上がり、その後はストロムネスが、発展の中心となっていった。19世紀になると、オークニー諸島の多くの漁民が北極海域で捕鯨に従事するようになったが、通常漁船はイギリスの何処かを本拠としていた。

### 世界大戦

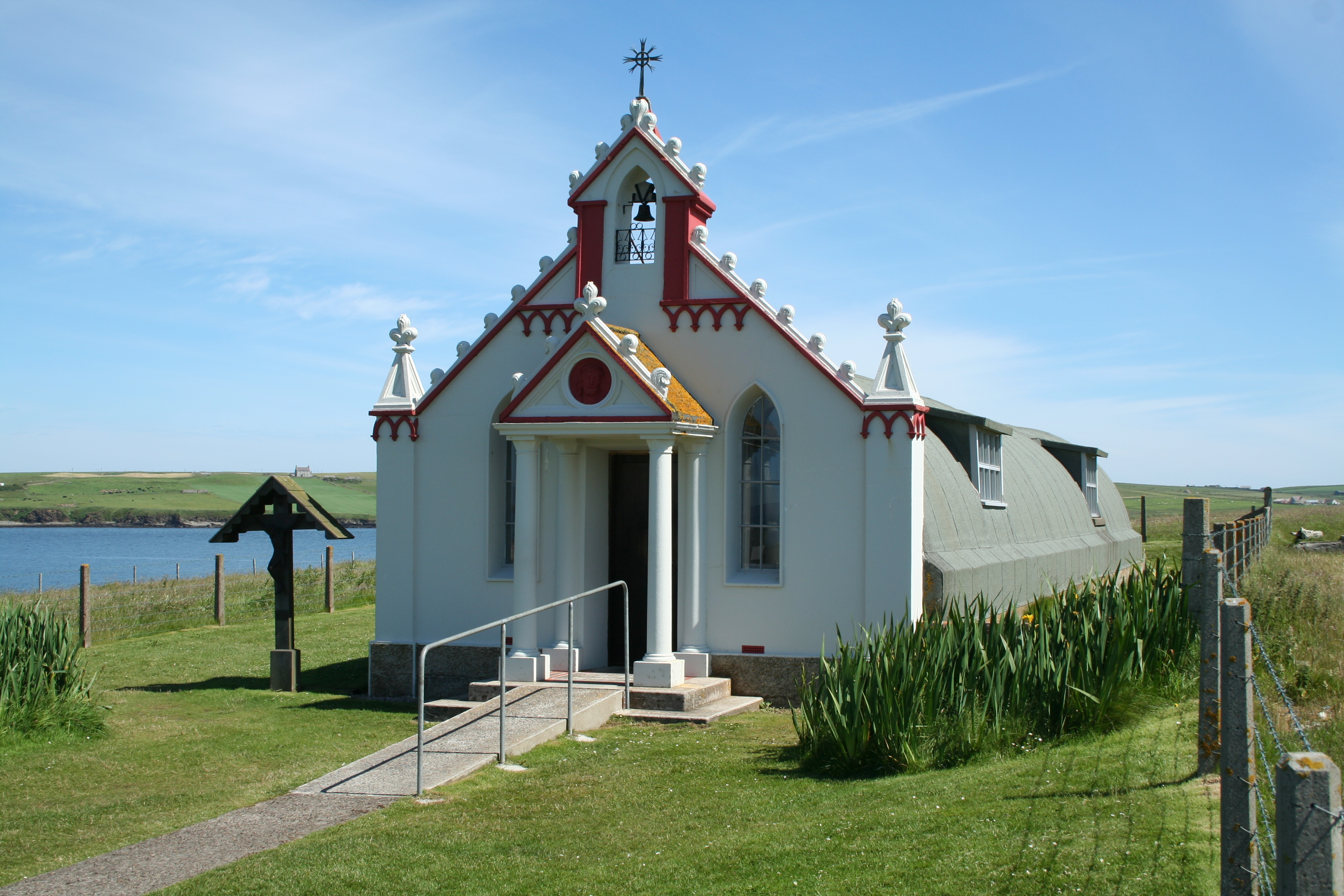
ラム・ホルム島にある、捕虜が建てたイタリアン礼拝堂

オークニー諸島には、スカパ・フローに海軍基地が有り、第1次世界大戦で大きな役割を果たした。1918年の休戦後、ドイツ帝国大洋艦隊を一旦スカパ・フローに移し、正式な処遇は後で決めることとしていたが、ドイツの指揮官は旗下の全艦に対し止水弁を開いて自沈を命じた。第1次世界大戦中に、第10巡洋艦隊がシェトランド諸島のスワーバックス・ミンを基地として派遣され、1917年3月からの1年間、4,500隻を越える船舶が、護送船団の一部としてラーウィックを出港していった。合計で、シェトランド諸島は500名以上の人員を失い、それはイギリスの他の地域よりも人口比率が大きかった。そして1920年代から30年代にかけて、移民の急増が起きた。
第二次世界大戦が開戦してから一月後、イギリス海軍の戦艦ロイヤル・オークがスカパ・フロー内でドイツのUボートに沈められた。その結果、海峡の大部分を封鎖する障害物が建設された。これにより、諸島内の移動がフェリーに依存することなく、島から島へと堤防道路をたどって行き来できるようになった。この堤防道路はイタリア人の捕虜によって構築された。また彼らは華麗なイタリアン礼拝堂も建てている。スカパ・フロー基地は終戦後規模が縮小され、1957年には閉鎖された。
第二次世界大戦中、ノルウェー海軍艦隊が「シェトランド・バス」と渾名を付けた、ノルウェー沿岸域での作戦行動を指揮する特殊作戦執行部が1940年の秋に設立され、最初にラナ、次にスカロウェイに基地が設けられた。ノルウェーからの難民からおよそ30隻の漁船が集められ、シェトランド・バスとして、秘密工作部隊や諜報員、難民やレジスタンスの指導者に軍事物資の輸送を行った。リーフ・ラーセンは200回を越える作戦航海を成し遂げ、この戦争において連合国内で最も多く勲章を授与された海軍士官となり、その数は52を数えた。
終戦後の数年間、人口の減少は重要な問題だったが、20世紀最後の十数年で人口は回復し、島内の生活は繁栄と比較的階級がない社会の出現に目が行くようになっていった。

## 現在の状況

### 政治
これまでの歴史により、北部諸島はゲールよりもノース人の影響が強く、フェロー諸島やアイスランド、ノルウェーとの由緒ある絆が存在する。地理と歴史双方の類似性により、現在の政治状況について複数の要素で何らかの一致が見受けられる。オークニー諸島とシェトランド諸島は合わせて、オークニー・アンド・シェトランド選挙区として、下院に議席を1つ確保している（2015年現在、現職はアリステア・カーマイケル）。また北部諸島は、スコットランド議会においてハイランド・アンド・アイランズ選挙区に属している。
しかしながら、これ以外にオークニー諸島とシェトランド諸島とはそれぞれ小選挙区を1つ有し、議席1の議員選挙を行っている。各諸島は個別に地方自治体を組織しており、いずれも政治団体に属していない無所属議員が優位に立っている。
オークニー・ムーヴメントは、オークニー諸島のスコットランドからの自治拡大を目指す政治団体であり、シェトランド諸島の同様の政党とともにオークニー・アンド・シェトランド・ムーヴメント党を組織し、1987年イギリス総選挙に立候補した。候補者のジョン・グッドラッドは、有権者の14.5パーセントにあたる3,095票を獲得し4位となったが、その後同様の試みは行われていない

### 交通

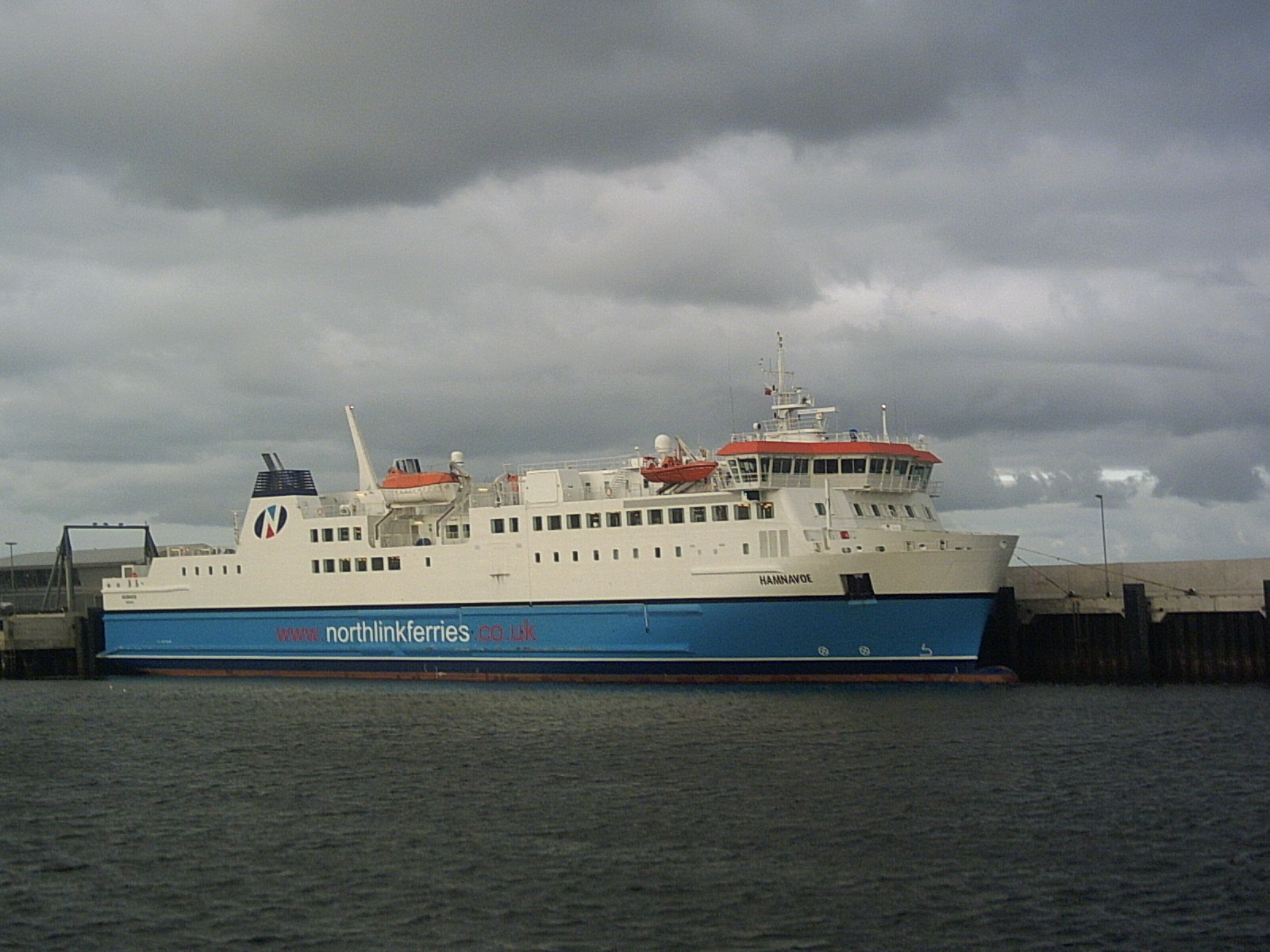
スクラブスター港に停泊するノースリンク・フェリーのハムナボー号

フェリーが北部諸島とスコットランド本土を連絡している。主要ルートはサーソーのスクラブスター港－ストロムネス航路とアバーディーン－ラーウィック航路の２つで、双方ともサーコ・ノースリンク・フェリーが運行している。諸島内を結ぶフェリーはオークニー・フェリーとSIC フェリーが担っており、双方とも地元の行政府によって運営されている。他に、ノースリンク・フェリーがラーウィック－カークウォール航路を運行している。諸島間の海域では風と潮流に曝され、数多くの難破船が存在している。航行を補助するため灯台が至るところに設置されている。

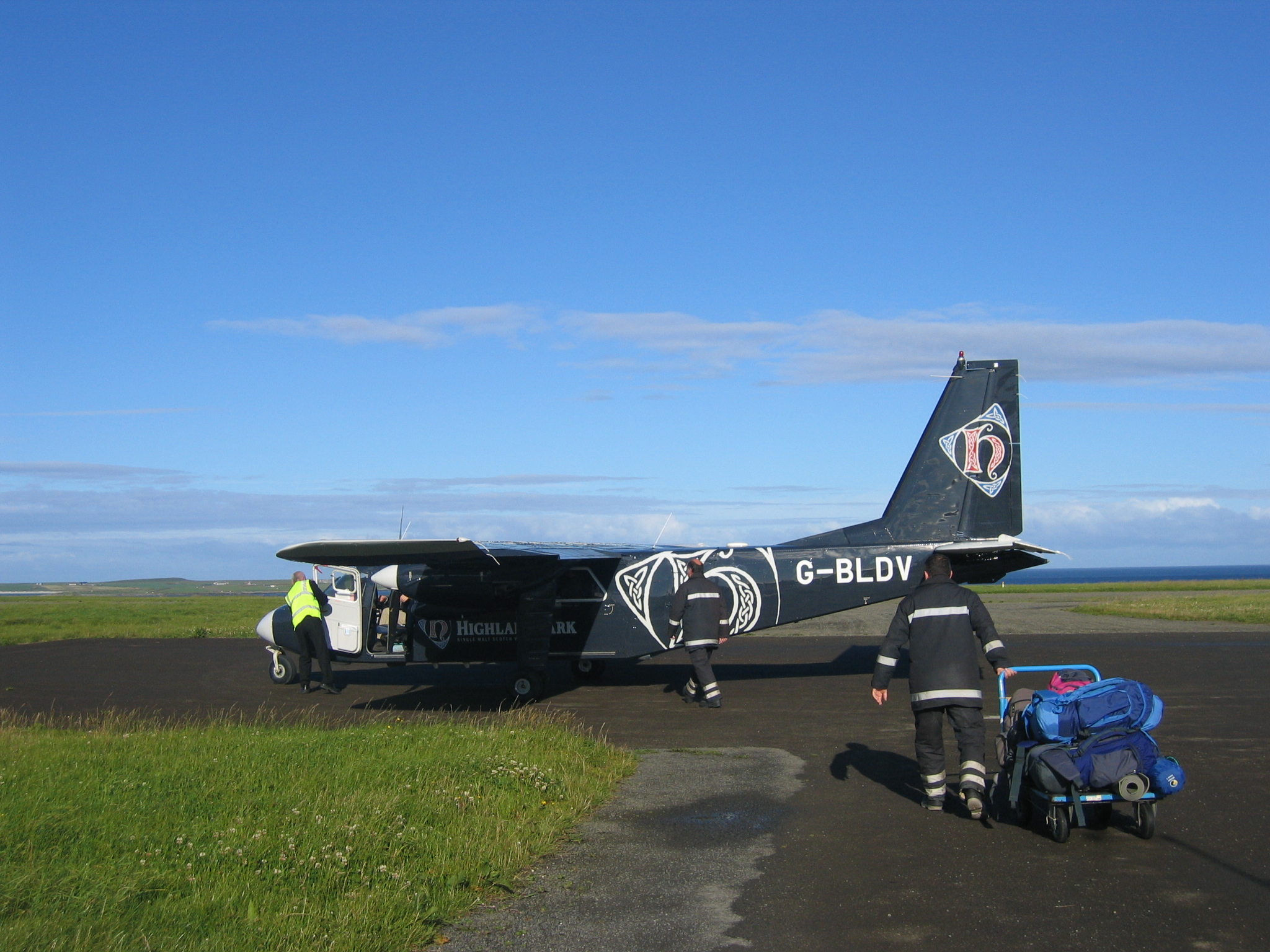
パパ・ウェストレー空港で貨物の搭載のために待機しているBN-2 アイランダー

オークニー諸島の基幹空港はカークウォール空港で、ハイランド・アンド・アイランズ空港会社が運営している。Flybe 傘下のローガンエアーが、スコットランド本土（アバディーンとエディンバラ、グラスゴー、インヴァネス)の空港と結んでおり、他にシェトランド諸島のサンボロー空港にも就航している。サンボロー空港からもスコットランド本土に向けて同様の路線を運行している。
諸島内については、カークウォール空港からオークニー諸島のいくつかの島へ、シェトランド諸島のメインランド島からは諸島内のほとんどの有人島へ空路があり、ラーウィック郊外のティングウォール空港を使う空路もある。アバディーン空港からサロム・ヴォー石油備蓄基地近郊のスカッツタ空港へ向けてチャーター便が頻繁に運行されており、石油基地の従業員の移動に利用されている。この小さなターミナルは、国際線乗客数においてスコットランドで5番目に多い。ウェストレー空港とパパ・ウェストレー空港を結ぶ定期便は、飛行時間が2分しかない世界最短の航空路として有名である。

### 経済
地質構造に見られる大きな差異が、2つの諸島の経済構造を相異なるものに帰着させている。シェトランド諸島における主な収入源は、農業に養殖業、漁業、再生可能エネルギー、石油産業（周辺海域における原油および天然ガス生産）、創造産業、観光業である。石油とガスがサロム・ヴォーで最初に陸揚げされたのは1978年で、その後ヨーロッパでも最大級の石油基地となった。石油産業からの税収入により、社会福祉、芸術・スポーツ振興、環境保全、金融対策におけるシェトランド諸島の公共部門支出が増加した。諸島における労働力の3/4が第3次産業に従事しており、2003年には自治体であるシェトランド諸島カウンシル単体で、産出高の 27.9パーセントをたたき出している。現在でも漁業は諸島経済の中心を維持しており、2009年の漁獲高は 75,767トンに及び、売上は7320万ポンドを超えている。。

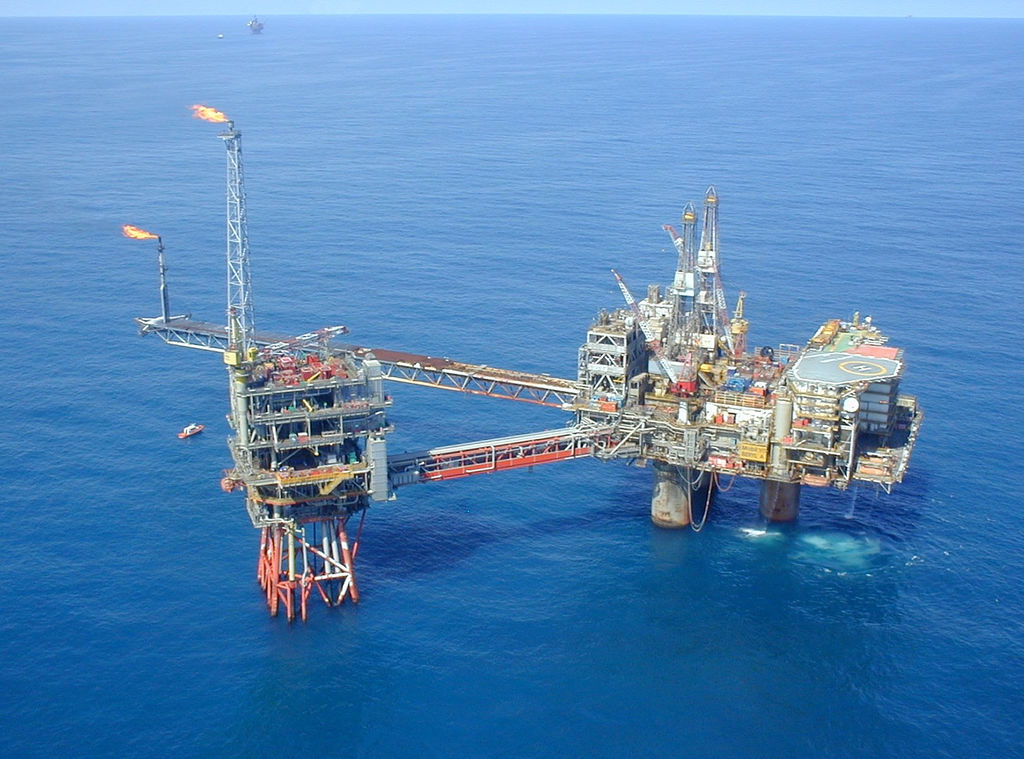
東シェトランド海盆にあるエクソンモービルのベリル・アルファ石油プラットフォーム。

対照的に、オークニー諸島では漁業が19世紀から振るわず、石油産業の勃興が与えた恩恵もさほど大きいものではなかった。しかし、オークニー諸島の土壌はたいていの所で極めて肥沃で、土地の大半が農場として利用されている。農業はオークニー諸島の基幹産業であり、労働力の4分の1がこれに従事している。農業用地の90パーセントが牧羊と牧牛用の牧草地で、穀物類の作付面積は4パーセント（4,200ヘクタール)に過ぎない。森林面積はたった134ヘクタールである
北部諸島では風力と海洋エネルギー資源が重要な役割をは足りており、近年では再生可能エネルギーが注目を増している。ヨーロッパ海洋エネルギーセンターは、スコットランド政府の支援のもと、オークニー諸島のメインランド島ビリア・クルーに風力試験システムを、エディ島に潮汐力試験基地を設置している。これは「特注の風力および潮汐力エネルギー装置の性能試験を行う施設であり、この種のものとしては世界でも最初のものである」

### 文化
北部諸島には民間伝承が豊富に残っている。たとえば、オークニー諸島の民話にはトロウという妖精の一種がよく登場するが、これはトロールの一種であり、諸島と北欧との結びつきを示している。過去に行われていた地元の風習には、ストーン・オブ・ステネスを構成する立石のひとつ、オーディン石の前で行われる婚姻の儀式がある。現代のオークニー諸島における著名な文学者は、詩人のエドウィン・ミュアー、詩人兼小説家のジョージ・マッカイ・ブラウン、そして小説家のエリック・リンクレーターである。
シェトランド諸島には独自の音楽文化が脈々と息づいている。ザ・フォーティ・フィドラーズは1950年代に結成され、伝統的なフィドルの演奏スタイルを継承し、今日に至るまで地元文化の活力の一部を担っている。シェトランドの民俗音楽を代表する演奏家としては、アリー・ベインと、故人ではあるがトム・アンダーソンとピーリー・ウィリー・ジョンソンが挙げられる。トーマス・フレイザーはカントリー・ミュージックの演奏家であったが、その生涯において一度も商用レコーディングを行わなかった。しかし、1978年の没後20年以上過ぎて、その作品の人気が高まっている。

## 島名
北部諸島における島名の語源は古ノルド語の影響が多大である。以下のリストでは、北部諸島の有人島にある別名を全て取り上げる。

### シェトランド諸島
現在「シェトランド諸島」と名付けられている島々に対する最古の名称として Hetlandensis という記述が1190年の文献にある。その後様々な変遷を経て 1431年になると Hetland という表記になり、その後16世紀には、Hjaltland に変っている。シェトランド諸島で用いられていたノルン語が徐々にスコットランド語に置き換わって行くにつれ、Hjaltland という名称も、スコットランド語の Ȝetlandが使われるようになった。文字“Ȝ”(ヨッホ) が使用されなくなると、よく似た形状の “z” に置き換えられ、結果として発音と合致しない Zetland が1975年までの地方区分であるカウンティの議会で用いられてきた。しかしながら初期の名称について、古アイルランド語による文学作品では Innse Chat（猫“cat”あるいはキャット族の島の意）という表記で書き表されており、これがノルン語における名称形成に影響を与えた可能性はありうる。キャット族はスコットランド本土の北部を占拠した歴史があり、たとえば、ケイスネスのノルン語表記 Katanes は「キャットの岬」という意味で、またサザーランドのゲール語表記 Cataibh は「キャット族の狭間」という意味である。
紀元前322年から285年の間のいずれの時点においてブリテンを訪れたマッシリアのピュテアスが最初に文献に名を残した「トゥーレ」の位置は定かでない。タキトゥスが98年にその名を記載しているが、これは明白にシェトランド諸島を指して使用していた。
| 島               | 語源          | 言語                         | 意味             | 別名 |
| ---------------- | ------------- | ---------------------------- | ---------------- | --- |
| ブレセイ島       | Breiðøy       | 古ノルド語                   | 幅広い島         | |
| ブルイー島       |               | ノルド語                     | 東の島           | 古ノルド語 bruarøy －「橋の島」                                                                                                |
| イースト・バラ島 |               | スコットランド語／古ノルド語 | 東のブロッホの島 | |
| フェア島         | Frioarøy      | 古ノルド語                   | 公平な島         | 古ノルド語：feoerøy －「遠く離れた島」                                                                                         |
| フェトラー島     | 不明          | おそらく古ゲール語           | 不明             | 古ノルド語：fetill －「肩紐」あるいは「肥えた地」 “Funzie Girt”も参照。                                                        |
| フーラ島         | Fugløy        | 古ノルド語                   | 鳥の島           | |
| ハウセイ島       | Húsøy         | 古ノルド語                   | 馬の島           | |
| メインランド島   | Hetlandensis  | 古ノルド語／ゲール語         | キャット族の島？ | ゲール語による元々の表記は Innse Chat、上記参照。                                                                              |
| マックル・ロー島 | Rauðey Milkla | スコットランド語／古ノルド語 | 大きな赤い島     | |
| パパ・ストア島   | Papøy Stóra   | ケルト語派／ノルド語         | 司祭の大きな島   | |
| トロンドラ島     |               | 古ノルド語                   | 猪の島           | 古ノルド語：“Þrondr's isle”もしくは“Þraendir's isle”。前者は個人名、後者はトロンハイム地域に出自をもつ部族名が基になっている。 |
| アンスト島       | 不明          | 古ケルト語派？               | 不明             | 古ノルド語：“omstr” －「穀物倉庫」あるいは“ørn-vist” －「鷲の住処」                                                            |
| ヴァイラ島       | Valøy         | 古ノルド語                   | 鷹の島           | 古ノルド語：「馬の島」や「戦場の島」、「丸い島」の意も。                                                                       |
| ウェスト・バラ島 |               | スコットランド語／ノルド語   | 西のブロッホの島 | |
| ホエルセイ島     | Hvalsey       | 古ノルド語                   | 鯨の島           | |
| イエル島         | 不明          | 古ケルト語派？               | 不明             | 古ノルド語：“í Ála” －「深い溝」あるいは “Jala” －「白い島」                                                                   |

### オークニー諸島
ピュテアスはグレートブリテン島を三角形をしていると書き残しているが、その北の先を Orcas と記載している。これはおそらくダンネット岬を指していると見られるが、その場からオークニー諸島が遠望できる。1世紀頃の文献から、ローマの地理学者ポンポニウス・メラが、オークニー諸島を Orcades と呼称していたことが判明しており、西暦98年のタキトゥスの文献にも同様の記載があり、"Orc" は通常ピクト人の部族名として解釈され、その意味は「若い豚」もしくは「若い猪」である。古アイルランド語において、諸島の表記は Insi Orc（「豚の島」の意）であった。バッククォイ・スピンドル・ホールに刻まれたオガム文字も、古ノルド語が持ち込まれる以前にオークニー諸島で古アイルランド語が用いられていた証拠と見なされている。オークニー諸島とピクト人との関係はペントランド海峡の古ノルド語表記にその影響力を及ぼしている。それは Pettaland-fjörðr と綴り、「ピクト人の土地のFirth」という意味である。
北部諸島における古ノルド語の導入以前の地名に対し単一の明確な手本をもとに対応することで、地名の古ノルド語化は、その古い語源を維持したものの意味に変化を生じさせた。諸島名は Orkneyar となり、その意味は「印章の島々」と成った。オークニー諸島の別名 Hrossey（「馬の島」の意）は1300年の文献に見ることができる。またこの名称には、ピクト語の要素  ros が含まれ、「ムーア」あるいは「平原」という意味を有する。
オークニー諸島の大きな島々と異なり、シェイビンセー島 Shapinsay の語源は明らかではない。語尾の '-ay' は古ノルド語で「島」を意味するが、前の2音節は解釈の難易度が高い。Haswell-Smith (2004) では、島に良港が存在することから、その語源を hjalpandis-øy （「有用な島」の意）ではないかと推測しているが、諸島内には停泊に適した海域が数多くあるのも確かだ。最初に文献に現れるのは1375年で、Scalpandisay と記されていた。これは「審判の島」という意味の語彙から派生したと推測できる。他に「Hyalpandi の島」という推測もあるが、これがシェイビンセー島の名称と関連を持つことを示すものはない。
| 島                           | 語源               | 言語                         | 意味                           | 別名                                                       |
| ---------------------------- | ------------------ | ---------------------------- | ------------------------------ | ---------------------------------------------------------- |
| オースケリー島               | Østr sker          | 古ノルド語                   | 東の岩島                       |                                                            |
| バレイ島                     | Borgrøy            | 古ノルド語                   | ブロッホの島                   |                                                            |
| エディ島                     | Eidøy              | 古ノルド語                   | 地峡の島                       |                                                            |
| エギルセイ島                 | Égillsey           | 古ノルド語あるいはゲール語   | エギルの島                     | ゲール語の eaglais" －「教会の島」が由来である可能性がある |
| フロッタ島                   | Flottøy            | 古ノルド語                   | 平坦で草深い島                 |                                                            |
| ゲアセイ島                   | Gáreksøy           | 古ノルド語                   | Gárekr の島                    |                                                            |
| グレインセイ島               | Grims-øy           | 古ノルド語                   | Grimの島                       |                                                            |
| ホルム・オブ・グリムビスター |                    | 古ノルド語                   | Grim農場の小さく丸い小島       |                                                            |
| ホイ島                       | Háøy               | 古ノルド語                   | 高い島                         |                                                            |
| インナー・ホルム             |                    | 英語／古ノルド語             | 内側の丸い小島                 |                                                            |
| ノース・ロナルドセー島       | Rinansøy           | 古ノルド語                   | 不明確。おそらく「Ringa の島」 |                                                            |
| メインランド島               | Orcades            | 様々                         | 若い豚の島（々）               | 上記参照。                                                 |
| パパ・ストロンゼー島         | Papey Minni        | 古ノルド語                   | ストロンセイの祭司の島         | 古ノルド語名称の文字通りの意味は「小さな祭司の島」         |
| パパ・ウェストレー島         | Papey Meiri        | 古ノルド語                   | ウェストレーの祭司の島         | 古ノルド語名称の文字通りの意味は「大きな祭司の島」         |
| ラウゼー島                   | Hrólfsøy           | 古ノルド語                   | Hrólfs の島                    |                                                            |
| サンデー島                   | Sandøy             | 古ノルド語                   | 砂の島                         |                                                            |
| シェイビンセー島             |                    | 不明                         | おそらく「有用な島」           | 上記参照。                                                 |
| サウス・ロナルドセー島       | Rognvaldsey        | 古ノルド語                   | Rognvald の島                  |                                                            |
| サウス・ウォールズ島         | Sooth Was          | スコットランド語／古ノルド語 | 南のヴォー (Voes)              | “Voe” はフィヨルドの意。おそらく「南の複数の湾」           |
| ストロンゼー島               | おそらく Strjónsøy | 古ノルド語                   | 良港な漁場と農場の島           |                                                            |
| ウェストレー島               | Vestrøy            | 古ノルド語                   | 西の島                         |                                                            |
| ワイヤ島                     | Vigr               | 古ノルド語                   | 槍状の島                       |                                                            |

### 無人島
ストローマ島は、古ノルド語の Straumøy を語源とし、「流れの島」あるいは「潮流の中の島」という意味であり、ペントランド海峡の強い潮流から名付けられている。古ノルド語を話す人々は、往々にして島々に動物の名称を付け、カフ・オブ・フロッタ島（「フロッタの仔牛」の意）やホース・オヴ・コピンゼイ島（「コピンセイの馬」の意）のように、それを英語に翻訳した名称が用いられている。ブラザー島 (Brother Isle) は、古ノルド語の breiðareøy が古英語化したもので、「広い浜の島」の意味である。古ノルド語の holmr は、「小島」という意味で、英語において “Holm（ホルム）”となり、コーン・ホルム島やシーヴス・ホルム島、リトル・ホルム等、数多くの用例がある。“Muckle” は「広い」もしくは「大きい」という意味のあまり用例のないスコットランド語の単語で、島名において Nordreyar の訳語として用いられ、シェトランド諸島ではマックル・ロー島とマックル・フルッガ島、オークニー諸島ではマックル・グリーン・ホルム島とマックル・スカリー島で用いられている。シェトランド諸島の “Da Skerries o da Rokness” や “Da Buddle Stane”、オークニー諸島の “Kirk Rocks” のように、数多くの小島や岩島にスコットランド語やスコットランド諸島方言の名称が付けられている。